# 茂木郵便局 (長崎県)
茂木郵便局（もぎゆうびんきょく、Mogi Post Office）は長崎県長崎市茂木にある郵便局。民営化前の分類では集配特定郵便局であった。

## 概要
住所：〒851-0299 長崎県長崎市茂木町76番16号

## 沿革
- 1874年（明治7年）12月16日 - 現在地（旧庄屋）に「茂木郵便取扱所」を設置
  - 1888年（明治21年）まで村長が郵便局長を兼務。
- 1886年（明治19年）5月25日 - 「茂木郵便局」と改称。
- 1888年（明治21年）1月26日 - 独立局舎が完成。
- 1903年（明治36年）8月8日 - 644番戸に木造瓦葺の局舎（敷地48坪）を新築し、移転を完了。
- 1922年（大正11年）1月21日 - 1580番地の前局舎の地に木造瓦葺2階建ての局舎（敷地78坪）が完成。
- 1953年（昭和28年）3月20日 - 局舎をモルタル塗装で新装。
- 1972年（昭和47年）11月20日 - 前局舎地に局舎を新築。
- 2003年（平成15年）2月17日 - 局舎を現在地（旧庄屋跡）に新築し、移転を完了。
- 2007年（平成19年）10月1日 - 民営化に伴い、併設された郵便事業長崎支店茂木集配センターに一部業務を移管。
- 2012年（平成24年）10月1日 - 日本郵便株式会社発足に伴い、郵便事業長崎支店茂木集配センターを茂木郵便局に統合。

## 取扱内容
- 茂木地区の郵便物集配業務
- 郵便、印紙、ゆうパック、内容証明
- 貯金、為替、振替、振込、国債
- 生命保険、バイク自賠責保険
- ゆうちょ銀行 ATM
- 地方公共団体事務 - 長崎市ごみ袋の販売、長崎市バス利用券・長崎市電車利用券・長崎市タクシー利用券の取扱

## アクセス
- 駐車場あり: 4台

最寄りのバス停
- 長崎自動車（長崎バス）「片町」バス停

最寄りの道路
- 長崎県道34号野母崎宿線

## 周辺
- 茂木合同庁舎（長崎市役所茂木支所・茂木地区公民館・長崎市消防局中央消防署茂木出張所）
- 茂木保育所
- Sマート茂木店（スーパーマーケット）
- 弁天橋
- 巌嶋神社（いつくしま）
- 茂木港高速船発着所（もぎたて新鮮市） - 安田産業汽船が熊本県天草郡苓北町との間を高速船で結んでいる。
- JA長崎せいひ茂木支店
- 長崎県枇杷集散場
- 長崎市立茂木中学校
- 長崎市立茂木小学校

## 参考資料
- 茂木地区年表（PDF） - 長崎市役所ウェブサイト
- 古写真をたずねて（PDF） - 長崎市役所ウェブサイト